# 연애는 귀찮지만 외로운 건 싫어!
《연애는 귀찮지만 외로운 건 싫어!》는 2020년 8월 11일부터 2020년 10월 13일까지 대한민국 MBC every1 채널에서 방영했던 텔레비전 드라마이다.

## 출연

### 주요 인물
- 지현우 - 차강우 역
- 김소은 - 이나은 역
- 박건일 - 강현진 역

### 해피 투게더 사람들
- 한지완 - 최경원 역
- 하영 - 전보라 역
- 공찬 - 정훈 역
- 김산호 - 김동석 역

### 나은의 친구들
- 손지현 - 한아름 역
- 차수연 - 조지아 역

### 그 외 인물
- 노지훈 - 노지훈 역
- 안드레아스 바르사코풀로스 - 다비드 역
- 채송아 - 하미란 역
- 조현영 - 배효정 역
- 박정언 - 출판사 편집자 역

소설가지망생 나은(김소은)이 호기롭게 보낸 원고를 보고 궁금증이 생겨 나은을 출판사로 불러 따끔한 직설과 조언을 얄밉다싶게 해주는 출판사 편집장.
- 이주진 - 차강우 아버지 담당 의사 역

### 특별출연
- 유빈 (1997년)
- 김범진
- 나르샤
- 동현 - '씨드넷 출판사' 편집자 역
- 산들
- 조재윤
- 배우희
- 신소율 - 김서영 역
- 송원석 - 연준 역
- 송재희 - '파란 마음' 대표
- 임현수 - '하림 북스' 편집자 역
- 김민규
- 이응경 - 김미희 역
- 나해령 - 민서 역

## 시청률
최저 시청률과 최고 시청률은 시청률 조사회사와 지역별로 시청률에 차이가 있을 수 있습니다.
| 2020년      | 2020년                | 2020년            | 2020년        | 2020년        |      |
| 회차        | 방송일                | AGB 시청률        | AGB 시청률    | AGB 시청률    |      |
| 회차        | 방송일                | MBC every1 본방송 | MBC TV 재방송 | MBC TV 재방송 |      |
| ----------- | --------------------- | ----------------- | ------------- | ------------- | ---- |
| 제1회       | 8월 11일 / 8월 17일   | 0.571%            | 1부           | 2.3%          |      |
| 제1회       | 8월 11일 / 8월 17일   | 0.571%            | 2부           | 2.8%          |      |
| 제2회       | 8월 18일 / 8월 24일   | 0.294%            | 1부           | 1.4%          |      |
| 제2회       | 8월 18일 / 8월 24일   | 0.294%            | 2부           | 2.5%          |      |
| 제3회       | 8월 25일 / 8월 31일   | 0.318%            | 1부           | 1.5%          |      |
| 제3회       | 8월 25일 / 8월 31일   | 0.318%            | 2부           | 1.7%          |      |
| 제4회       | 9월 1일 / 9월 7일     | 0.3%              | 1부           | 1.4%          |      |
| 제4회       | 9월 1일 / 9월 7일     | 0.3%              | 2부           | 2.0%          |      |
| 제5회       | 9월 8일 / 9월 14일    | 0.370%            | 1부           | 1.4%          |      |
| 제5회       | 9월 8일 / 9월 14일    | 0.370%            | 2부           | 1.7%          |      |
| 제6회       | 9월 15일 / 9월 21일   | 0.2%              | 1부           | 1.1%          |      |
| 제6회       | 9월 15일 / 9월 21일   | 0.2%              | 2부           | 1.2%          |      |
| 제7회       | 9월 22일 / 9월 28일   | 0.2%              | 1부           | 1.0%          |      |
| 제7회       | 9월 22일 / 9월 28일   | 0.2%              | 2부           | 1.1%          |      |
| 제8회       | 9월 29일 / 10월 5일   | 0.281%            | 1부           | 1.4%          |      |
| 제8회       | 9월 29일 / 10월 5일   | 0.281%            | 2부           | 1.4%          |      |
| 제9회       | 10월 6일 / 10월 12일  | 0.3%              | 1부           | 1.0%          |      |
| 제9회       | 10월 6일 / 10월 12일  | 0.3%              | 2부           | 1.2%          |      |
| 제10회      | 10월 13일 / 10월 19일 | 0.3%              | 1부           | 1.1%          |      |
| 제10회      | 10월 13일 / 10월 19일 | 0.3%              | 2부           | 1.6%          |      |
| 평균 시청률 | 평균 시청률           | %                 |               | 1.5%          | 1.5% |

## 0각주
1. ↑  “AGB 닐슨 미디어리서치 홈페이지 참조.”. 2017년 3월 17일에 원본 문서에서 보존된 문서. 2019년 2월 9일에 확인함.